# Subaru Tribeca
Subaru Tribeca (do roku 2007 B9 Tribeca) je středně velký crossover SUV, který od roku 2005 vyrábí japonská automobilka Subaru, součást konglomerátu Fuji Heavy Industries. Pojmenováno je podle části New York City. Původně bylo zamýšleno, že bude B9 Tribeca prodávána vedle trochu pozměněné verze pojmenované Saab 9-6. Saab, tehdy dceřiná společnost korporace General Motors, ale od spolupráce ustoupil kvůli bankrotu General Motors. Saab 9-6 měl být vyráběn společně s B9 Tribecou v továrně v Lafayette.

## Historie

### 2005-2007
Design Tribecy inspirovaný konceptem B9X byl hned zpočátku kritizován, i když Subaru podobný facelift použilo i u modelu Impreza a malých městských modelů pro japonský trh R1 a R2, a tak byl po nezvykle krátké době v roce 2007 proveden facelift a název B9 Tribeca nahrazen názvem Tribeca. Design nebyl koncipován Andreasem Zapatinasem, jeho tým byl odpovědný jen za přístrojovou desku a interiér. Podle článku v Los Angeles Times byla slavná aviatická historie firmy Fuji Heavy Industries zdrojem designu mřížky. B9 Tribeca nebyla určena pro japonský trh, severoamerické trhy obdržely Tribecu v roce 2005, australský a novozélandský koncem roku 2006 a v Evropě byla zavedena v roce 2007. Dále je dostupná také v některých zemích Jižní Ameriky a Jihovýchodní Asie a v Číně.

### 2007-
V dubnu 2007 zveřejnilo Subaru na New York International Auto Show nový facelift. Nová Tribeca dostala též větší 3,6litrový plochý šestiválec EZ36 s protilehlými válci, který má
výkon 191 kW. Subaru také prohlásilo, že o se 10 procent zlepšily úspory paliva, když nová Tribeca přešla na obyčejný benzín (B9 Tribeca užívala benzín premium).

#### Změny v designu
Kromě výše uvedené změny faceliftu se mírně změnila i zadní část auta (zadní světla byla zakulacena, "průřez" zadních dveří nad nárazníkem byl vynechán a přebudováno zadní boční okénko). V interiéru byla změněna druhá řada sedaček kvůli lepšímu přístupu do nejzazší řady a více prostoru.

## Galerie

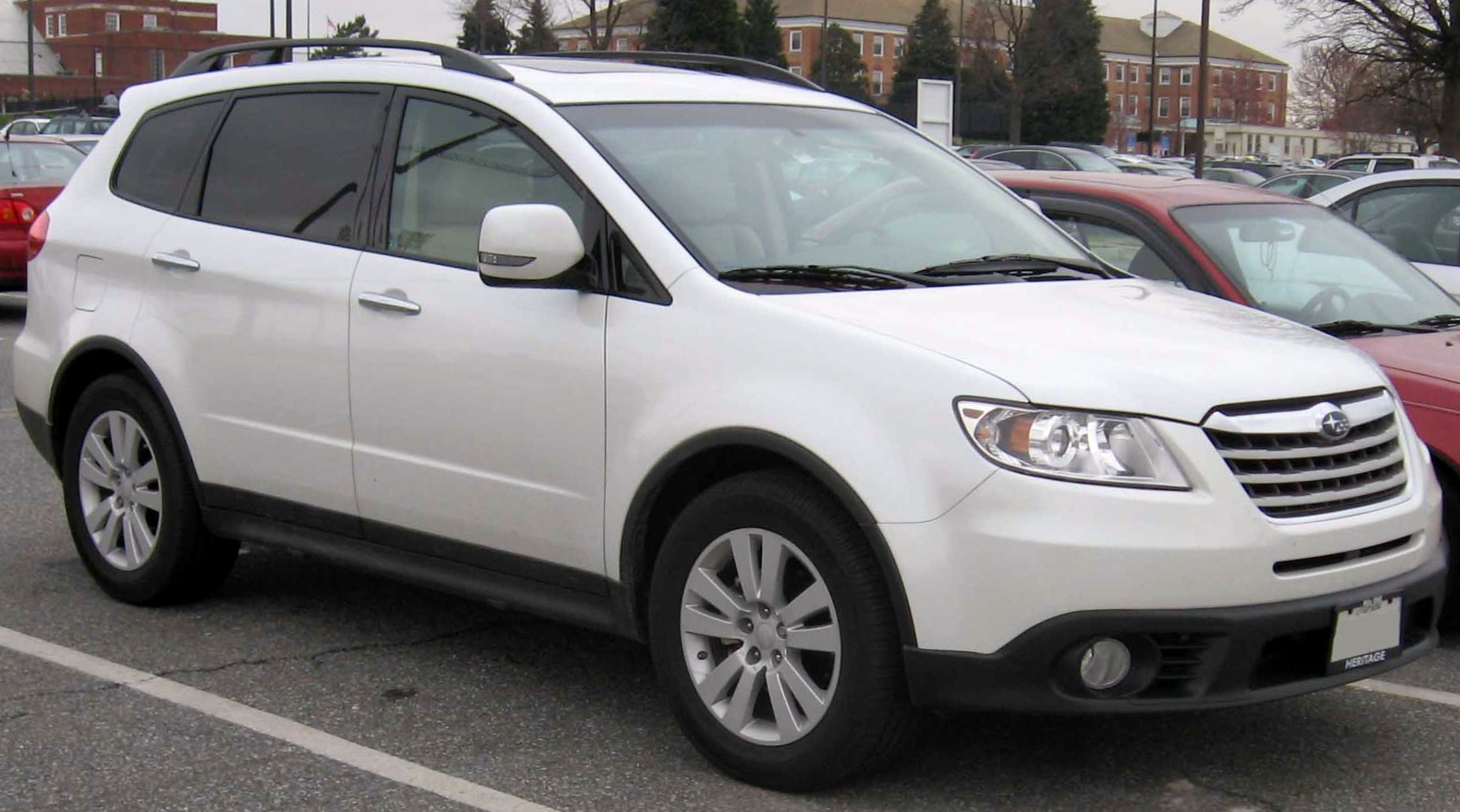
Facelift z roku 2007
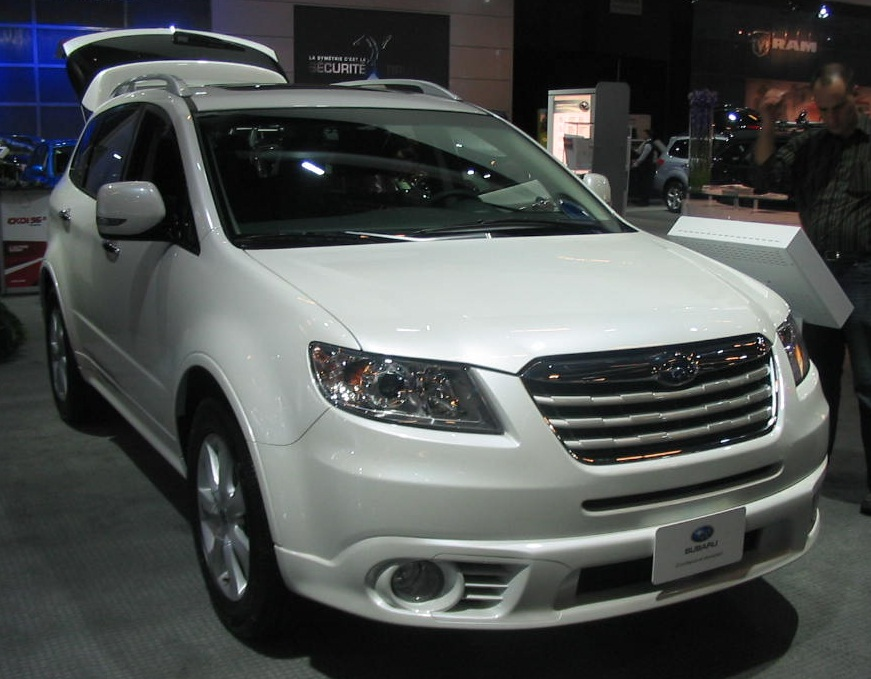
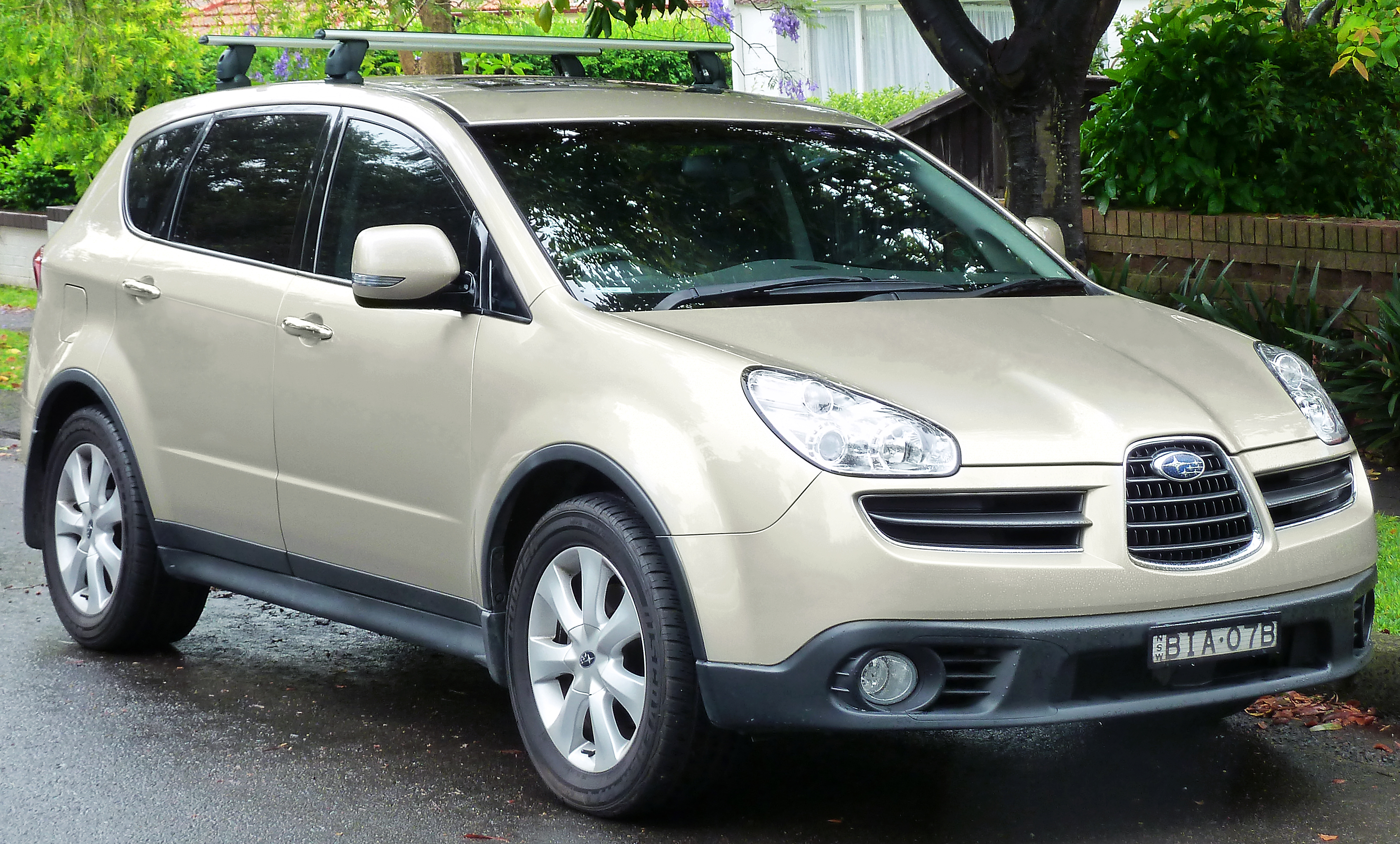
Facelift z roku 2005
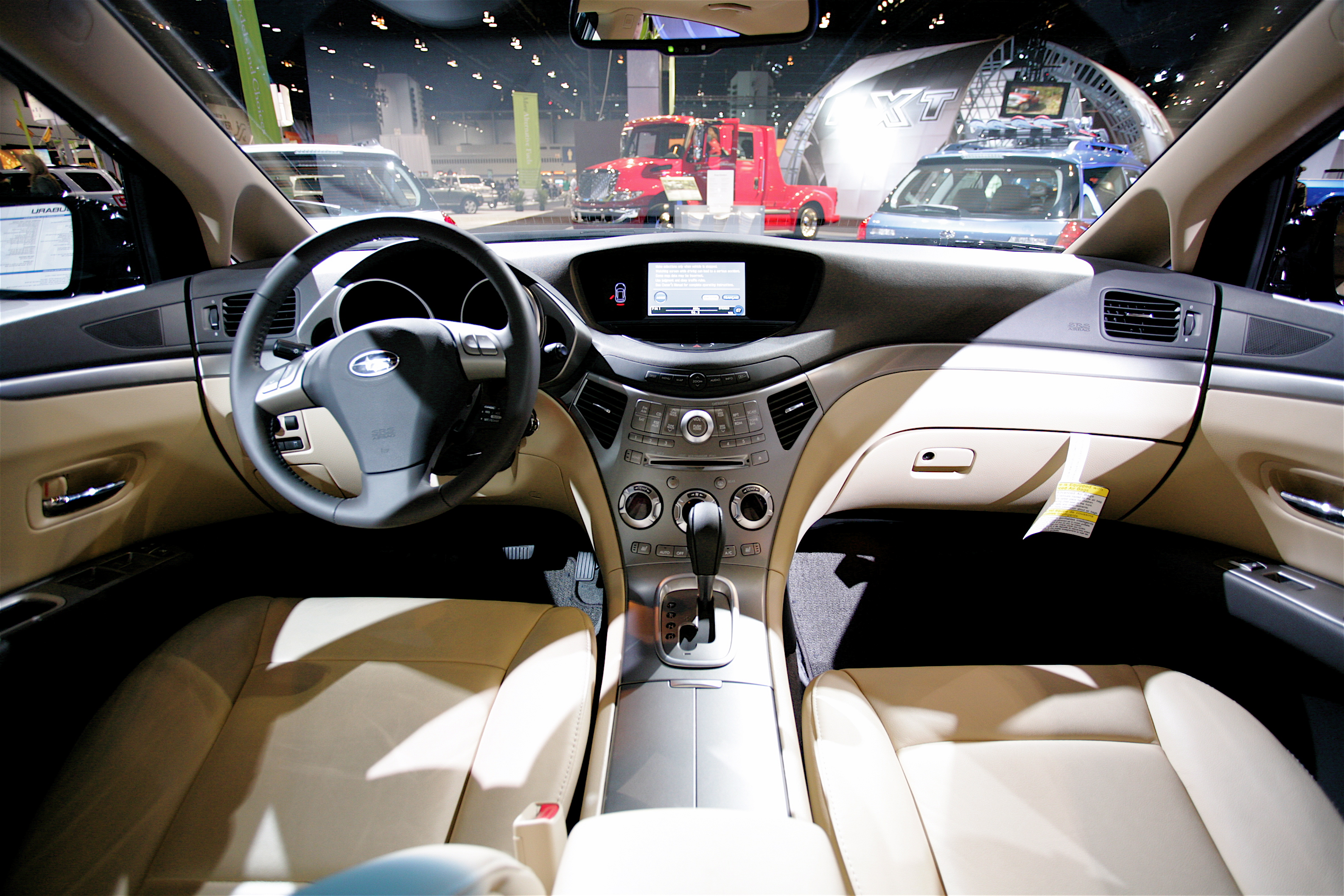
Interiér
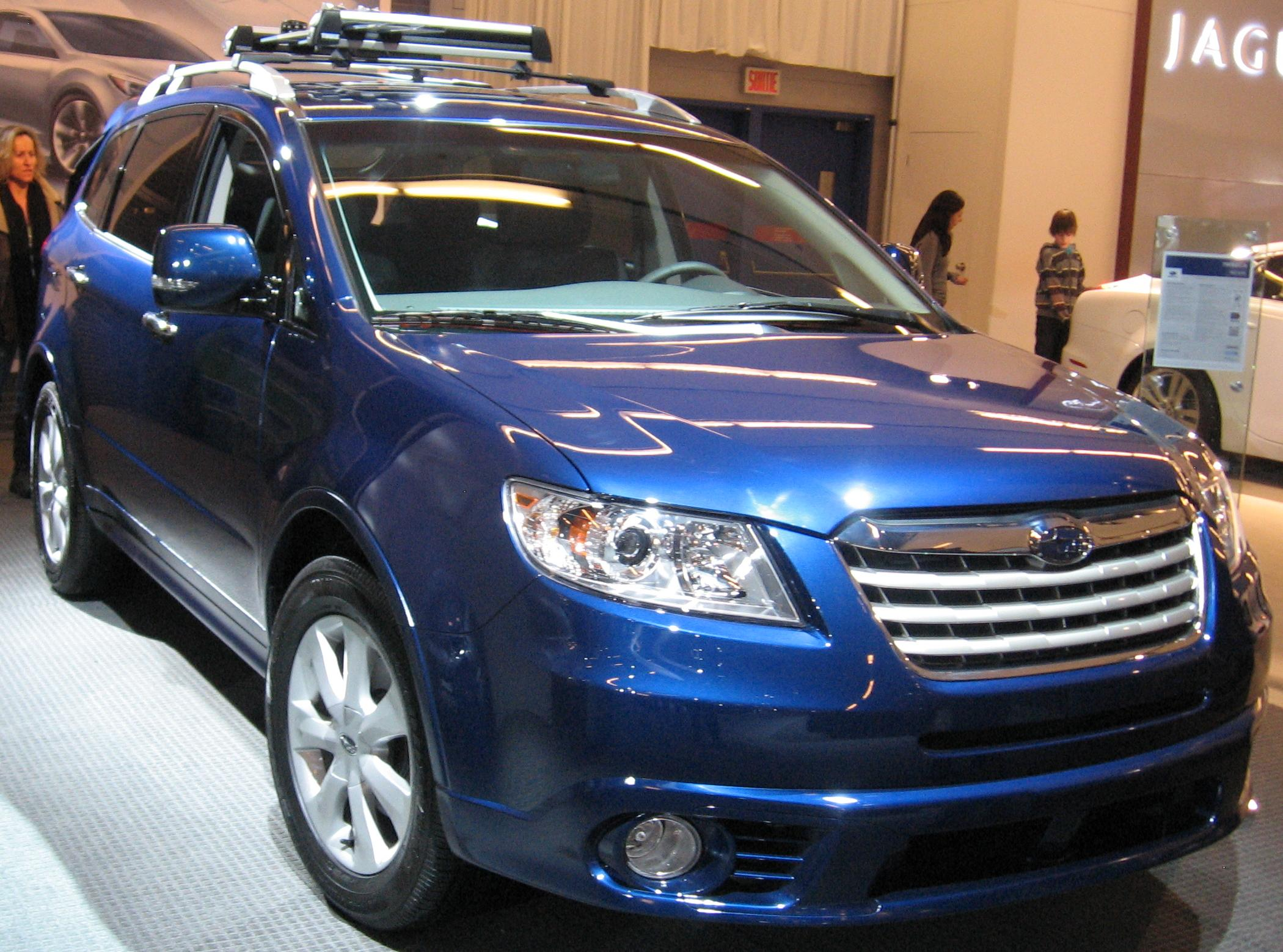
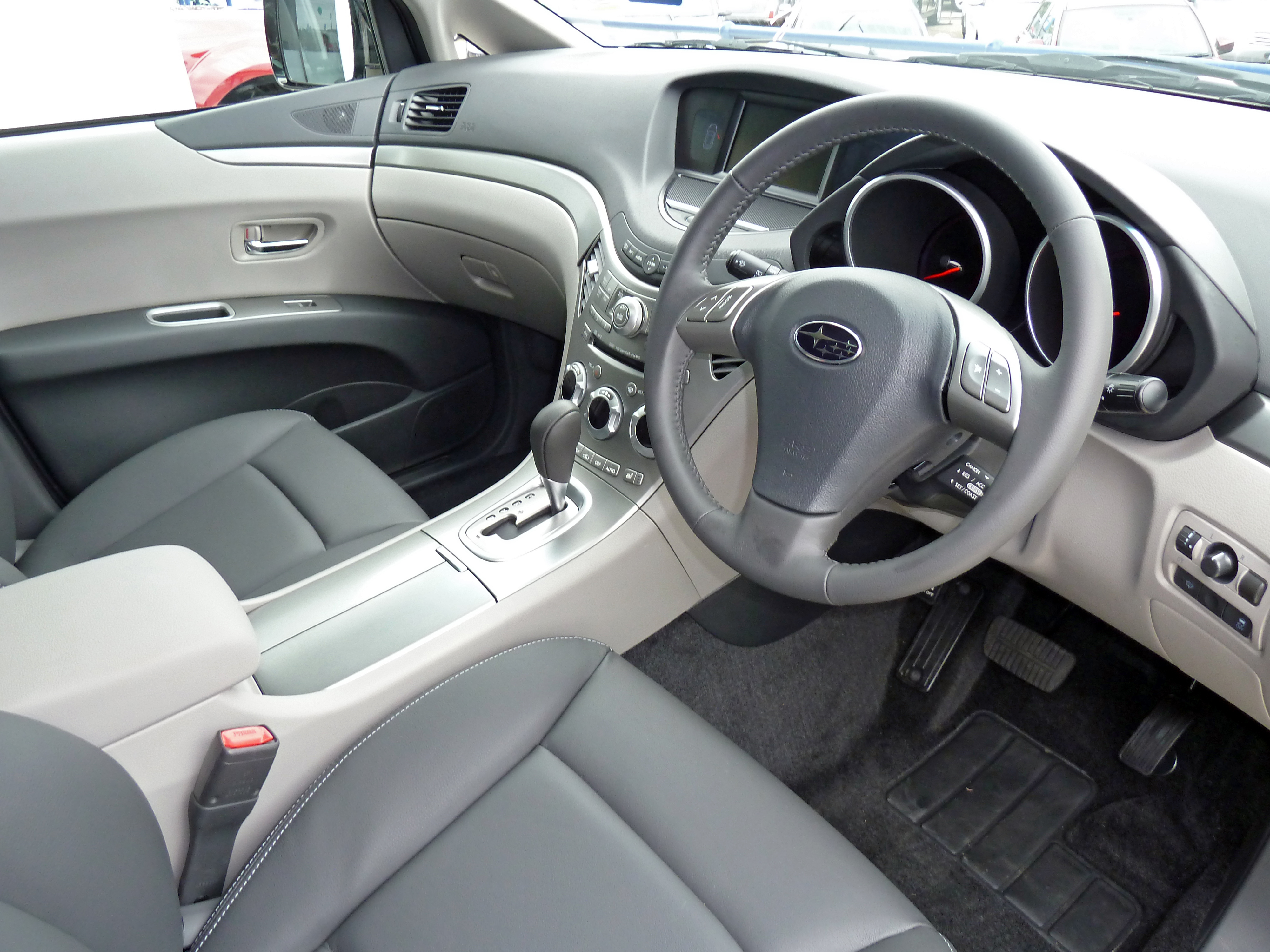
Interiér Tribecy z roku 2010